# دی‌اتیل سولفید
دی‌اتیل سولفید (به انگلیسی: Diethyl sulfide) با فرمول شیمیایی C۴H۱۰S یک ترکیب شیمیایی با شناسه پاب‌کم ۶۱۶۳ است. که جرم مولی آن ۹۰٫۱۹ می‌باشد. شکل ظاهری این ترکیب، مایع شفاف است.